# Централен регион (Еритрея)
Централният регион, наричан още Маекел, е един от шестте региони на Еритрея. Той е най-малкият регион на Еритрея и е с площ 1300 квадратни километра. Населението на централния регион е около 675 700	души, по приблизителна оценка от юли 2005 г. Столицата на региона е град Асмара, който е и столица на цяла Еритрея. Граничи на северозапад с регион Ансеба, с Червено море-север на североизток, с южния регион на Еритрея на юг и с Гаш-Барка на запад. Разделен е на 6 общини (подрегиони).